# ピーボディ賞
ピーボディ賞（ピーボディしょう）、正式名称ジョージ・フォスター・ピーボディ賞（George Foster Peabody Awards）はアメリカのテレビ・ラジオ・ウェブサイトの優れた放送作品に贈られる賞。1941年に始まり、メディア関連賞としては最古の賞である。アメリカ放送界における最高の栄誉とされ、放送界のピューリッツァー賞と呼ばれる。

## 概要
同賞はジョージア大学内のHenry W. Grady College of Journalism and Mass Communicationによって管理され、名称は慈善活動家ジョージ・フォスター・ピーボディに由来する。
当初はラジオのみ対象だったが、1948年以降はテレビも対象になった。1990年代後半からはウェブサイトも対象となり、2008年にはYouTubeが受賞している。ピューリッツアー賞とは異なり、部門は設けられておらず優秀な作品にはジャンルを問わず贈られる。
主に放送ジャーナリズム、ドキュメンタリー、教育番組などの分野に対して贈られる。

## 日本の受賞例
- 1991年
  - NHKとアメリカABCニュースが共同制作した「パールハーバー 日米の運命を決めた日（Pearl Harbor: Two Hours that Changed the World）」が受賞。
- 2000年
  - BBC、ディスカバリーチャンネル、テレビ朝日などが共同制作した「ウォーキングwithダイナソー〜驚異の恐竜王国（Walking with Dinosaurs）」が受賞。
- 2002年
  - フジテレビ・ニュースJAPANがシリーズで放送した、薬害C型肝炎が血液製剤フィブリノゲンによるものであることをスクープした「検証・C型肝炎」が受賞。日本の放送局としては初の単独での受賞。
- 2003年
  - WNET、BBC、アルテ、NHKなどが共同制作した、画家ドガの世界を描いたドキュメンタリー「ドガと踊り子～印象派画家ドガの世界のすべて～（Great Performances: Degas and the Dance）」が受賞。
  - テレビ朝日で放送された野坂昭如原作の反戦アニメ「凧になったお母さん」が受賞。
- 2005年
  - BBC Two、ZDF、NHKなどが共同制作した「動物カメラマン 野生へのまなざし サバンナ 命を育む神秘の樹（The Queen of Trees）」が受賞。
  - WNET、BBC、NHKなどが共同制作した、マーティン・スコセッシ監督がボブ・ディランを記録したドキュメンタリー「ノー・ディレクション・ホーム（American Masters: No Direction Home: Bob Dylan）」が受賞。
- 2009年
  - 川崎市議会議員補欠選挙に自民党公認で立候補した山内和彦の選挙運動を記録した想田和弘監督の映画「選挙」が受賞（アメリカの公共放送ネットワークPBSで放送された52分の短縮版が受賞対象となった）。
- 2012年
  - フジテレビの「わ・す・れ・な・い 東日本大震災155日の記録」が受賞。
  - NHKの「NHKスペシャル 巨大津波“いのち”をどう守るのか」が受賞。NHKが単独で制作した作品が受賞するのは初めて。

- 2013年
  - NHK教育の「デザインあ」が受賞。